# 台灣電磁輻射公害防治協會
台灣電磁輻射公害防治協會（英語：Taiwan Electromagnetic Radiation Hazard Protection and Control Association，TEPCA）是台灣的一個非政府組織，主要工作是是協助電磁波受害個案，推動電磁輻射防護及立法工作，相關研究調查等。在2005年起，由台灣環境保護聯盟推動相關工作，2007年起由陳椒華成立。

## 宗旨與任務

### 成立宗旨
結合各界推展電磁波防護及立法工作，以宣導教育、研究調查、受害者關懷、公害防治，進而建立安全電磁波環境，保障個人神聖的生存權利為宗旨

### 任務
一、推展電磁輻射保護行動事項。 二、維護安全電磁輻射環境，提升社會健康生活品質事項。 三、推動安全電磁輻射防護宣導教育、研究調查公害防治事項。 四、關懷電磁輻射受害者、協助受害者處理電磁波防護事宜。 五、協助推展電磁輻射防護相關立法工作。 六、促進國際電磁輻射安全研究資訊交流、聯合國際電磁波防護相關組織推動跨國合作。

## 關注議題
關心電磁波可能危害與推動防範立法。推動環保署訂定「電磁輻射短時間暴露限制值」(環保署「限制時變電場、磁場及電磁場曝露指引」)（101.11.30.訂定），環保署至今只訂短時間暴露限制值，沒有長時間暴露限制值   ；推動協助反基地台、高壓電纜及變電所自救會案例；推動認識電磁輻射 與電磁輻射的危害 ；推動關心手機電磁輻射  及關心高壓電纜電磁輻射  及基地台電磁輻射問題  ；也關心無線上網安全問題及電磁波敏感症等議題。

## 未來努力方向
- 推動政府訂定電磁輻射長時間暴露安全值(目前尚未定)
- 推動電磁輻射預警防範[13]
- 推動住家電磁波安全預警

## 外部連結
- 台灣電磁輻射公害防治協會